# Xysticus obscurus
Xysticus obscurus is een spinnensoort uit de familie van de krabspinnen (Thomisidae).
De wetenschappelijke naam van de soort werd in 1877 gepubliceerd door Robert Collett.